# La Unión Club de Fútbol
El La Unión Club de Fútbol fue un club de fútbol de España, de la ciudad de La Unión en la Región de Murcia. Fue fundado en el año 2012 y desapareció en 2019.

## Historia
Fundado en el año 2005 como "Escuela Fútbol Club Puente Tocinos", compite a nivel federado por primera vez en la temporada 2007-08, cambiando su denominación por "Fútbol Club Puente Tocinos".
Al finalizar la temporada 2011-12 vende su plaza, se traslada desde Puente Tocinos a la localidad de La Unión (Murcia) y cambia su denominación por La Unión Club de Fútbol. En verano de 2012, José Francisco Beltrán anterior presidente del CD La Unión y tras la desaparición del club tras descender desde la Segunda División B de España, el club unionense ocupa la plaza del Fútbol Club Puente Tocinos para jugar en Territorial Preferente de la Región de Murcia. En la temporada 2012-13, el club queda en primera posición y logra el ascenso a la Tercera División de España, dirigido por Juan Lillo.
La Unión Club de Fútbol competiría en la Tercera División de España, durante 6 temporadas, en concreto hasta la temporada 2018-19, que pese a lograr holgadamente la permanencia en quedando en sexta posición, el club no puede hacer frente a sus problemas económicos y renuncia a la categoría.
En la temporada 2018-19, La Unión Club de Fútbol se fusiona con el Club Atlético Cabezo de Torres y durante esa temporada el club compite en Territorial Preferente, pero juega sus partidos en la localidad de Cabezo de Torres.
Al finalizar la temporada 2018-19, y fruto de la fusión, La Unión Club de Fútbol desaparece como tal, permaneciendo como club el Club Atlético Cabezo de Torres. Esta fusión sirve al equipo Senior del Atlético Cabezo de Torres para "ascender" una categoría, de Primera Autonómica a Preferente Autonómica.

## Uniforme
- Uniforme titular: Camiseta blanquiazul a rayas verticales, pantalón azul y medias azules.
- Uniforme alternativo: Camiseta carmesí, pantalón carmesí, medias carmesíes.

## Estadio
Capacidad: 3000

## Cronología de los entrenadores
- 2012-2014: Juan Lillo
- 2014-2015: Francisco Sánchez Martínez Cuco.
- 2015: Juan Moreno Boluda.

## Datos del club
- Temporadas en Primera División: 0
- Temporadas en Segunda División: 0
- Temporadas en Segunda División B: 0
- Temporadas en Tercera División: 5